# École Vervloesem
 (août 2025).
 (août 2025).
L'école Vervloesem est une école communale de style Art nouveau édifiée par l'architecte Henri Jacobs au numéro 36 de la rue Vervloesem à Woluwe-Saint-Lambert, une commune de Bruxelles en Belgique.

## Historique
L'école Vervloesem est la première  école communale de Woluwe-Saint-Lambert.
Elle a été construite en 1909-1910 par Henri Jacobs, architecte Art nouveau qui fut l'auteur d'une quinzaine d'écoles dans la région bruxelloise.
Appelée jadis école communale n°1 de Woluwe-Saint-Lambert, elle reçut en 1954 le nom de son premier directeur, Jean-François Vervloesem.
L'école fait l'objet d'une inscription sur la liste de sauvegarde des monuments historiques bruxellois depuis 1996.

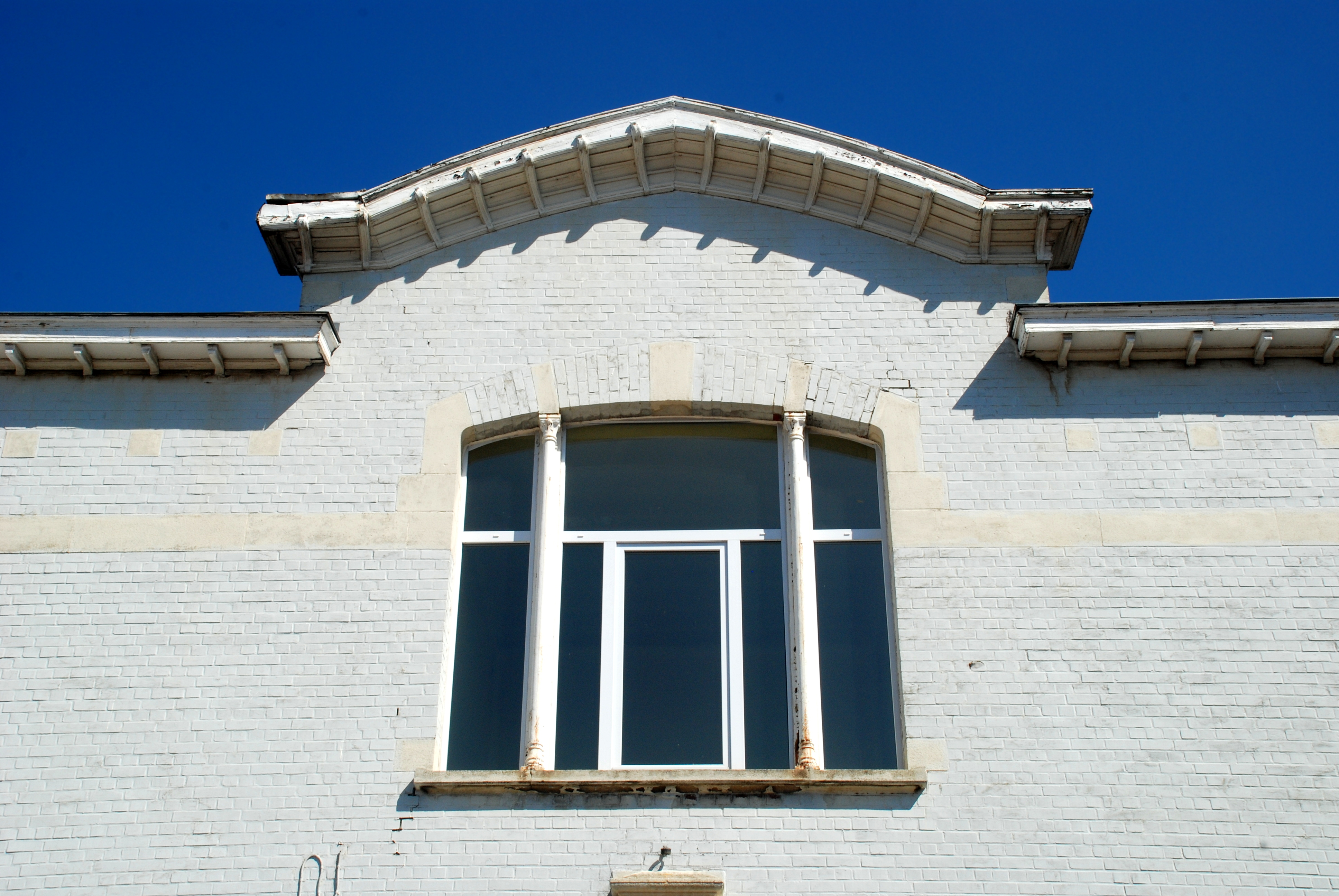
Le pignon, sa fenêtre à colonnettes en fonte et la corniche

## Architecture extérieure

### La façade principale
La façade principale est située non pas rue Vervloesem mais avenue de Toutes les Couleurs.
Cette façade à dominante horizontale, qui ne comprend qu'un rez-de-chaussée et un étage, présente une forte asymétrie car deux des cinq travées qui la composent sont aveugles.
L'école Vervloesem affiche dans ses matériaux son caractère de modeste école de village : elle est en effet réalisée principalement en briques peintes en blanc, au contraire de l'école Rodenbach par exemple, réalisée entièrement en pierre de taille. Ici, l'utilisation de la pierre de taille se limite à quelques ornements.
La porte d'entrée est encadrée de deux étroites fenêtres rectangulaires dont elle est séparée par deux colonnettes en fonte. Ces fenêtres sont ornées de piédroits harpés en pierre de taille. La porte est surmontée d'un tympan aveugle et d'un arc surbaissé réalisé en briques dont la clé ornée d'un lion, les sommiers et le larmier en saillie sont réalisés en pierre.
L'étage est percé d'une fenêtre tripartite dont les compartiments sont séparés par des colonnettes en fonte. Cette fenêtre est, elle aussi, surmontée d'un arc surbaissé alternant briques et claveaux de pierre.
L'ornementation de la façade est complétée par deux bandes de pierre horizontales et par l'insertion de pierres carrées sous la corniche.
La façade est sommée en sa partie centrale par un petit pignon couronné par une puissante corniche en saillie.
|  |  |  |

### La façade orientale
La façade orientale, orientée vers la cour de récréation, se compose de trois parties.
La partie centrale, plus haute, comporte quatre travées et trois niveaux. Les baies du premier étage sont des fenêtres quadripartites divisées par des colonnettes en fonte et surmontées d'un arc surbaissé alors que les baies des autres niveaux sont constituées de grandes fenêtres rectangulaires surmontées d'un linteau en fer.
Les deux parties latérales, plus basses, comportent chacune deux travées et deux niveaux. Toutes les travées sont percées de fenêtres cintrées géminées à colonnette en fonte.